# LINE ポコパン
『LINE ポコパン』（LINE POKOPANG）は、韓国のゲーム会社ツリーノッド(TREENOD)が開発し、LINE株式会社が公開している無料のスマートフォン向けゲーム・アプリケーション、LINEゲームの一つである。2013年5月28日サービス開始。

## 概要
「一筆書き」で、同じ色のブロックをできるだけ長く繋げて消すパズルゲーム。制限時間内に友だちよりも高い点を取り、週間ランキングで優勝することがゲームの最大の目的。ゲームプレイ速度が非常に速いのが特徴的。
サービス開始から72日で全世界1000万DLを突破し、 147日で世界2000万DLを突破した。AppAnnieJapanゲームアワード2014秋ではロングセラー・アワードでiOSランク3位、ワールドワイド・サクセス・アワードでiOSランク3位を獲得。
2025年4月1日、「LINEポコパン」を2025年6月11日をもってサービス終了することを発表した。

## 基本ルール
制限時間1分で、同じ色のブロックを3個以上繋いで消していくゲーム。
ゲームの中に登場するブロックは全部で5種類。ゲームのスコアはアニマルの能力とユーザーの操作により変動する。連続して消していくとコンボになり、より多くのスコアがどんどん加算されていく。4つ以上のブロックを繋げるとチェリーを獲得できる。

### プレイヤーのレベル
ゲーム画面左上の星マークの中の数字は、プレイヤーのレベルを表している。プレイ終了時に経験値がもらえ、ゲージがどんどんたまっていく。ゲージがたまり100%になるとレベルアップし、ダイヤが貰えたり、クローバーが全快したりする。またレベルを上げていくと「レベルボーナス」がつき、1レベルあたりマイスコアの0.5%が加算される。例えば、レベル30のプレイヤーが100万点のマイスコアを獲得するとレベルボーナスは100万×0.005×30＝15万点となり、最終スコアは100万+15万＝115万点となる。

### 爆弾の種類
- 爆弾：一度に7-9個のブロックを消すと、最後のブロックが爆弾に変化。爆弾をタップすると、爆弾を中心にした6方向のブロックが消せる。
- スーパー爆弾：一度に10個以上のブロックを消すと、最後のブロックが爆弾に変化。爆弾をタップすると、4方向3コマ分のブロックが消せる。
- ラッキー爆弾：ブロックを消した時、たまに「ラッキー！」という音声が流れ、周りのブロックを消す。ラッキー爆弾はブロックを消した数と同じ数の爆発回数を持つ。ラッキー爆弾の発生はランダム。
- レインボー爆弾：レインボーゲージが一杯になると、レインボー爆弾が画面の上から降りてくる。レインボー爆弾の星柄は赤→黄→青→緑→紫の順番で0.5秒ごとに色が変化し、タップした瞬間の星柄の色と同じ色のブロックを全部消すことができる。

### フィーバータイム
- フィーバー：通常タイムで7コンボを達成すると5秒間のフィーバーに突入。7秒間に消したブロックの隣のブロックも消すことが出来る。
- フィーバーx2：フィーバーで7コンボを達成すると5秒間のフィーバー2に突入。コンボ数の増え方が2倍になる。得点計算とブロックの消え方は通常のフィーバーと同じ。
- フィーバーx3：フィーバーx2で7コンボを達成すると5秒間のフィーバー3に突入。コンボ数の増え方が3倍になる。得点計算とブロックの消え方は通常のフィーバーと同じ。

### ボーナスタイム
爆弾を画面に残してタイムアップとなった場合、「ボーナスタイム」が発動する。ボーナスタイムの場合、爆弾が自動で爆発する。

## クローバー・チェリー・ダイヤ
ゲームプレイ中以外にも様々な場面で利用するアイテムなどがある。

### クローバー
ポコパンの1プレイにつき、1つのクローバーを消費する。クローバーがなくなるとプレイできなくなる。クローバーは12分で1個回復し、1時間で最大5個まで自然に回復する。レベルアップすると全体回復になる。
- ダイヤで購入する：ダイヤ 5個＝5クローバー
- 友達から届いたクローバーを受け取る：1クローバー（1時間以内の受け取りで5FPのボーナス）
- 友達に依頼し、承諾される：1クローバー

### チェリー
このゲーム内での通貨。攻撃ブロックのアップグレードやアニマル召喚、アイテム購入で使う。友達を招待、ボーナスステージ、イベントなどがある。チェリーを購入するために必要なダイヤは以下の通り。
- ダイヤ10個：6,000チェリー（ボーナス0%）
- ダイヤ60個：39,600チェリー（ボーナス10%）
- ダイヤ120個：86,400チェリー（ボーナス20%）
- ダイヤ250個：195,000チェリー（ボーナス30%）

### ダイヤ
このゲーム内での通貨。アイテム購入、アニマル召喚、アニマルの枠拡張で使う。ダイヤを手に入れるためには基本課金が必要になるが、様々なイベントやミッションをクリアしたりレベルアップするなど、課金以外でも手に入れることができる。
- ￥240：20ダイヤ（ボーナス0%）
- ￥720：65ダイヤ（ボーナス10%）
- ￥2,900：300ダイヤ（ボーナス20%）
- ￥4,200：460ダイヤ（ボーナス30%）
- ￥6,800：800ダイヤ（ボーナス40%）

## アイテム
LINE：ポコパンのアイテムには色々なアイテムがある。アイテムはチェリーで買ったり、ミッションをクリアした報酬でもらうなど様々な方法で手に入る。
- ダブルレインボー爆弾2個：ダブルレインボーが2個設置される。
- 5秒追加：60秒のプレイ時間が5秒追加されて65秒になる。
- 一色削除：赤、黄、青、緑、紫の5色のブロックがあるが、1色除く4色となる。
- スーパー爆弾：スーパー爆弾が1個設置される。
- 全て選択：上記の4つのアイテム全てを選択する。
- プレンズパワー：友達の動物を借りる。
- ペンキ：ペンキのブロックが2回出現。タップするとブロックの色が2色に変化する。
- スターフィーバー：星のブロックが出現。タップすると10秒間モンスターに対する攻撃力が3倍になる。そして、なぞったブロックの隣のブロックを破壊できる。
- ブルーベリー：ブルーベリーのブロックが出現。タップすると20秒間ブロックを1個消すごとに10個のチェリーを取得することができる。

## ミュージアム
ミュージアムは与えられたミッションをクリアして絵画を完成させるモード。完成するとボーナスを貰うことができる。
1. POKO LISA
2. 耳を汚したクマフの自画像
3. 雪山越えのポコレオン
4. 純潔な貴婦人、クマリア
5. チェリー売りの少女
6. ポコナスの誕生